# 246
Криза Римської імперії у 3 столітті. Правління імператора Філіппа Араба. У Китаї триває період трьох держав, найбільшою державою на території Індії є Кушанська імперія, у Персії править династія Сассанідів.
На території лісостепової України Черняхівська культура. У Північному Причорномор'ї готи й сармати.

## Події
- Імператор Філіп Араб воює проти германців на Дунаї.
- Напад військ Вей на Когурьо
- Арабські ради